# Canton de Moissac-2
Le canton de Moissac-2 est un ancien canton français du département de Tarn-et-Garonne et de la région Midi-Pyrénées.

## Histoire
Le canton de Moissac-2 a été créé par le décret du 2 août 1973 à la suite du démantèlement de l'ancien canton de Moissac.
Il a été supprimé par le décret du 27 février 2014 et son territoire a été intégré dans le canton de Moissac.

## Composition
| Nom                 | Code Insee | Intercommunalité          | Population (dernière pop. légale)              |
| ------------------- | ---------- | ------------------------- | ---------------------------------------------- |
| Moissac (chef-lieu) | 82112      | CC Terres des Confluences | Fraction : 6 691(2012) Commune : 12 408 (2014) |
| Lizac               | 82099      | CC Terres des Confluences | 504 (2014)                                     |
| Montesquieu         | 82127      | CC Terres des Confluences | 779 (2014)                                     |

Le canton de Moissac-2 était composé de :
1. deux communes entières,
2. la fraction de la commune de Moissac non incluse dans le canton de Moissac-1.

## Représentation
| Période | Période | Identité              | Étiquette | Qualité                                                                                 |
| ------- | ------- | --------------------- | --------- | --------------------------------------------------------------------------------------- |
| 1973    | 1998    | Louis Violle          | PRG       | Photographe Maire-adjoint de Moissac Vice-Président du Conseil général                  |
| 1998    | 2015    | Guy-Michel Empociello | PRG       | Agriculteur retraité Maire-adjoint de Moissac Premier Vice-Président du Conseil général |

## Démographie
| 1975 | 1982 | 1990  | 1999  | 2006  | 2011  | 2012  |
| ---- | ---- | ----- | ----- | ----- | ----- | ----- |
| -    | -    | 7 557 | 7 658 | 7 741 | 7 924 | 7 976 |